# Trinidad Moruga Scorpion

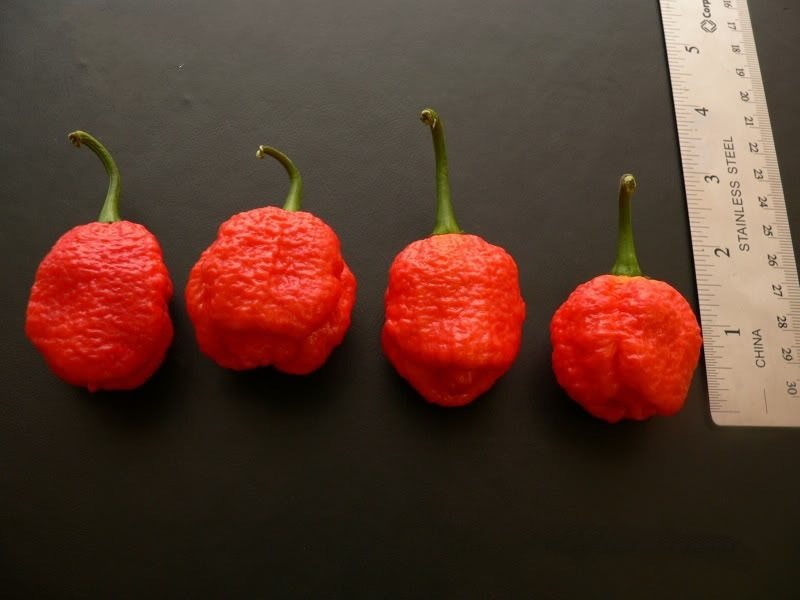
Trinidad Moruga Scorpion pepers

De Trinidad Moruga Scorpion (Capsicum Chinense) is een chilipeper ontwikkeld uit de Trinidad Scorpion.
De peper wordt in 2012 enkele maanden door het Guinness Book of Records erkend als de heetste peper ter wereld. Daarmee verdreef hij de Naga Jolokia die deze titel sinds 2007 droeg. Later in 2012 ging het record over naar de Carolina Reaper met gemiddeld 1.569.300 SHU.
Gemiddeld heeft de Trinidad Moruga Scorpion chilipeper een Scovillewaarde van ongeveer 1,2 miljoen, maar met een grote variatie. Vooral de omstandigheden waarin de plant leeft zijn van grote invloed. Bij stressvolle situaties zoals hoge temperaturen of droogte worden de vruchten beduidend heter. Bij een onderzoek van het New Mexico State University Chili Institute bleek de Trinidad Moruga Scorpion tot 2.009.231 SHU op de Scovilleschaal te scoren. Dat is zo'n twee keer meer dan de Naga Jolokia.